# 998 Bodea
Bodea (asteroide 998) é um asteroide da cintura principal com um diâmetro de 38,16 quilómetros, a 2,4745386 UA. Possui uma excentricidade de 0,2080122 e um período orbital de 2 017,25 dias (5,53 anos).
Bodea tem uma velocidade orbital média de 16,85019301 km/s e uma inclinação de 15,47704º.
Esse asteroide foi descoberto em 6 de Agosto de 1923 por Karl Reinmuth.